# تجمع العقلة (المحفد)

تعديل مصدري - تعديل

تجمع العقلة هو أحد التجمعات البدوية في عزلة المحفد بمديرية المحفد التابعة لمحافظة أبين، بلغ تعداد سكانها 39 نسمة حسب تعداد اليمن لعام 2004.